# Ivan Hašek senior
Ivan Hašek senior (* 6. September 1963 in Městec Králové) ist ein ehemaliger tschechoslowakischer bzw. tschechischer Fußballspieler und derzeitiger -trainer.

## Spielerkarriere
Der ehemalige tschechoslowakische Nationalspieler und tschechische Nationalspieler begann seine Karriere bei ZOM Nymburk. Zur Saison 1977/78 verpflichtete ihn Sparta Prag. 1990 wechselte er zu Racing Straßburg. 
Hašek ging 1994 nach Japan, zunächst spielte er eine Saison bei Sanfrecce Hiroshima, anschließend ein Jahr für JEF United Ichihara Chiba. Anschließend ging er zurück zu Sparta Prag, dort beendete er im Herbst 1997 seine Karriere. Mit Sparta wurde er achtmal Meister. 1987 und 1988 war er tschechoslowakischer Fußballer des Jahres. Er nahm an der Weltmeisterschaft 1990 in Italien als Kapitän der Tschechoslowakei teil, die er bis ins Viertelfinale führte.
Ivan Hašek absolvierte 222 Spiele in der 1. Tschechoslowakischen Liga und erzielte 58 Tore. Er spielte 18 mal in der 1. Tschechischen Liga und erzielte fünf Tore.
Für die Tschechoslowakei absolvierte er 55 Länderspiele und erzielte dabei fünf Tore. 1994 lief er einmal für Tschechien auf. 

## Trainer- und Funktionärskarriere
1997 arbeitete er als Sportdirektor bei Sparta Prag. 1999/00 übernahm er dort das Traineramt. Mit der Mannschaft holte er zwei Meistertitel. Von 1998 bis 2001 war er zudem Assistenztrainer bei der tschechischen Nationalmannschaft. 1999 war Hašek darüber hinaus auch Generalsekretär des tschechischen Fußballverbandes ČMFS. 2001 wurde er Trainer bei Racing Straßburg, mit dem er in die Ligue 1 aufstieg. 2004 war er Trainer beim japanischen Klub Vissel Kōbe. 
2005 kandidierte er erfolglos für den Vorsitz des tschechischen Fußballverbandes. In der Saison 2006/07 übernahm Hašek das Traineramt beim französischen Traditionsverein AS Saint-Étienne. Im Dezember 2007 wurde er Trainer bei Al-Ahli in den Vereinigten Arabischen Emiraten.
Hašek wurde am 27. Juni 2009 zum Vorsitzenden des tschechischen Fußballverbandes ČMFS gewählt. Am 7. Juli 2009 übernahm er als Nachfolger von František Straka zudem das Traineramt bei der tschechischen Nationalmannschaft, das er bis zum Ende der WM-Qualifikation 2010 ausübte. Nach der verpassten Qualifikation trat er vom Traineramt zurück, um sich voll auf sein Amt als Verbandspräsident zu konzentrieren. Im Juni 2011 gab er sein Präsidentenamt auf, um zu seinem ehemaligen Club Al-Ahli als Trainer zurückzukehren. Am 23. Januar 2012 ersetzte er Thomas Doll als Trainer bei Al-Hilal in Saudi-Arabien, wo sein Vertrag nach fünf Monaten jedoch nicht verlängert wurde.

## Privates
Ivan Hašek ist verheiratet und hat zwei Söhne, Ivan und Pavel, die beide Fußballprofis wurden. Er studierte an der juristischen Fakultät der Karlsuniversität in Prag und schloss das Studium mit dem Titel JUDr. ab.